# Goderich (Ontario)
Goderich ist eine Stadt in der kanadischen Provinz Ontario mit 7628 Einwohnern (2016). Sie liegt im Huron County und ist gleichzeitig dessen Verwaltungssitz.

## Geographie
Goderich liegt am Ostufer des Huronsees an der Mündung des Maitland Rivers. Die Städte London und Cambridge befinden sich 95 Kilometer entfernt im Süden bzw. 120 Kilometer entfernt im Südosten. In Goderich mündet der Ontario Highway 8 in den Ontario Highway 21.

## Geschichte

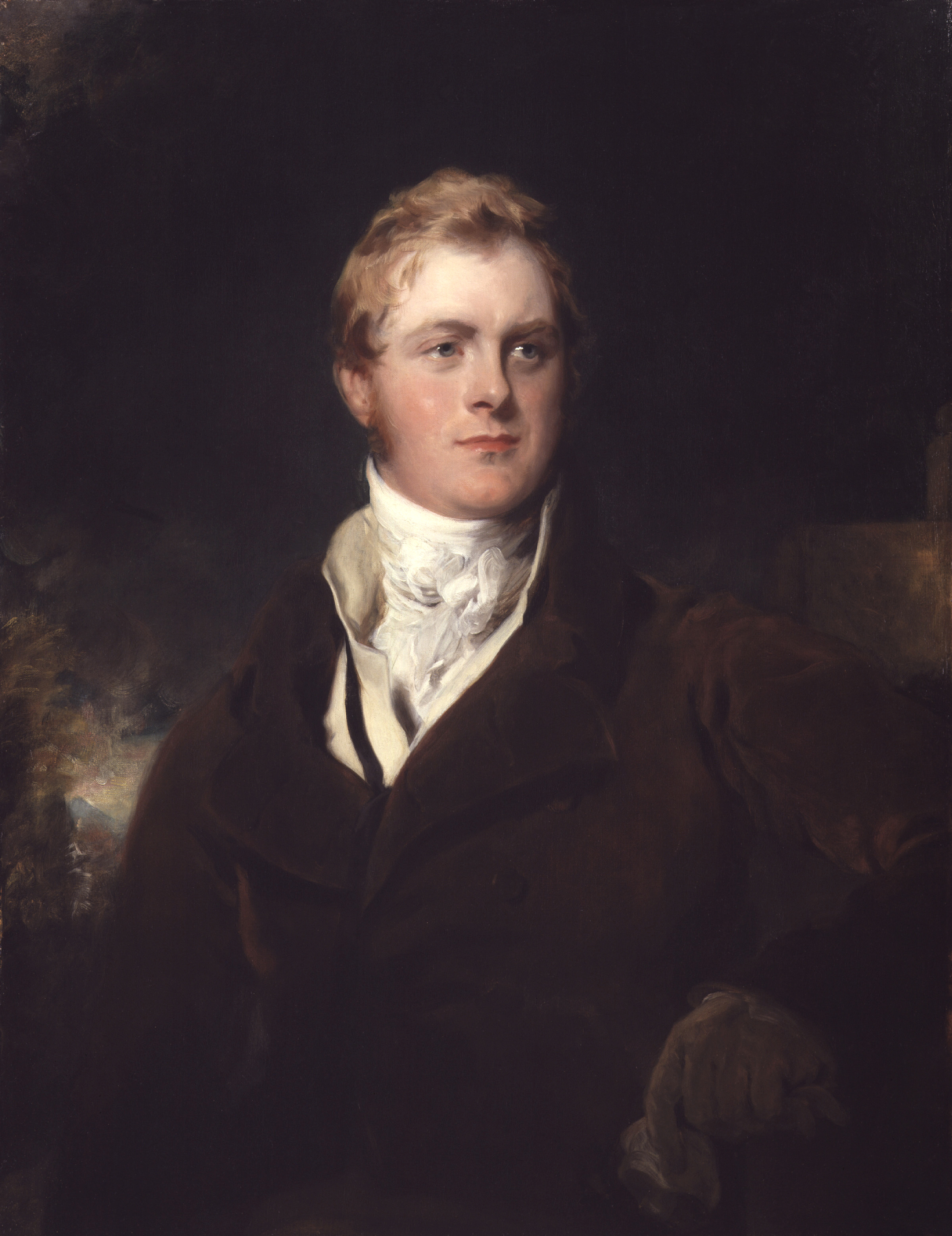
Frederick John Robinson,
1. Earl of Ripon, 1. Viscount Goderich

Die Stadt Goderich entstand als indirekte Folge des Krieges von 1812. Während dieses Krieges hatten die am Ontario- und Eriesee lebenden Siedler sowohl durch die Soldaten als auch an Eindringlinge viel Hab und Gut verloren. Zum Ausgleich wurde ihnen Land im Gebiet des heutigen Goderich angeboten. Der Name des Ortes gründet sich auf Frederick John Robinson, 1. Earl of Ripon, 1. Viscount Goderich. Die offizielle Stadtgründung erfolgte im Jahr 1850, eine Eisenbahnlinie erreichte den Ort 1858. Die damalige Bahnstation ist heute im Canadian Register of Historic Places gelistet. Viele weitere historisch wertvolle Gebäude wurden Ende des 19. Jahrhunderts errichtet, dazu zählt auch das Huron County Gaol, ein ehemaliges Gefängnis, in dem u. a. zeitweise auch Steven Truscott inhaftiert war.
Ein Salzbergwerk in Goderich, das 1800 ft (550 m) unter dem Huronsee liegt, zählt weltweit zu den größten unterirdischen Salzbergwerken. Es ist seit 1959 in Betrieb und wird seit 1990 von der Firma Compass Minerals betrieben. Das in der Mine produzierte Steinsalz wird in erster Linie dazu verwendet, die Straßen von Schnee und Eis frei zu halten. Das Salz wird u. a. zu vielen Gemeinden rund um die Großen Seen und den Sankt-Lorenz-Strom verschifft.
Am Nachmittag des 21. August 2011 erreichte ein auf der Fujita-Skala mit F3 ausgewiesener Tornado die Stadt. Der verheerende Sturm zerstörte Stromleitungen, riss Dächer von Häusern und ließ Autos und Bäume über die Straßen der Stadt verstreut zurück. Hundert Jahre alte Bäume, die das Gerichtsgebäude von Goderich umgaben, wurden innerhalb von Sekunden entwurzelt. Eine Person wurde getötet und viele Menschen verletzt. Der Wiederaufbau der zerstörten Gebäude wurde schnellstmöglich begonnen und bereits nach einem Jahr waren die meisten Schäden wieder behoben.
Aufgrund der architektonischen Besonderheiten sowie der Naturschönheiten der Umgebung und der Lage am Huronsee, gewinnt der Tourismus zunehmend an Bedeutung. Wassersportaktivitäten sowie Beobachtungen von Tieren und des Sonnenuntergangs erlangen eine hohe Anziehungskraft für Besucher. Um für die Stadt zu werben, wird Goderich als Canada’s Prettiest Tow (Kanadas hübscheste Stadt) bezeichnet und außerdem als eine der schönsten Kleinstädte in Ontario gelistet.
Weltweit bekannt ist die Stadt auch für sein jährliches Goderich Celtic Roots Festival.

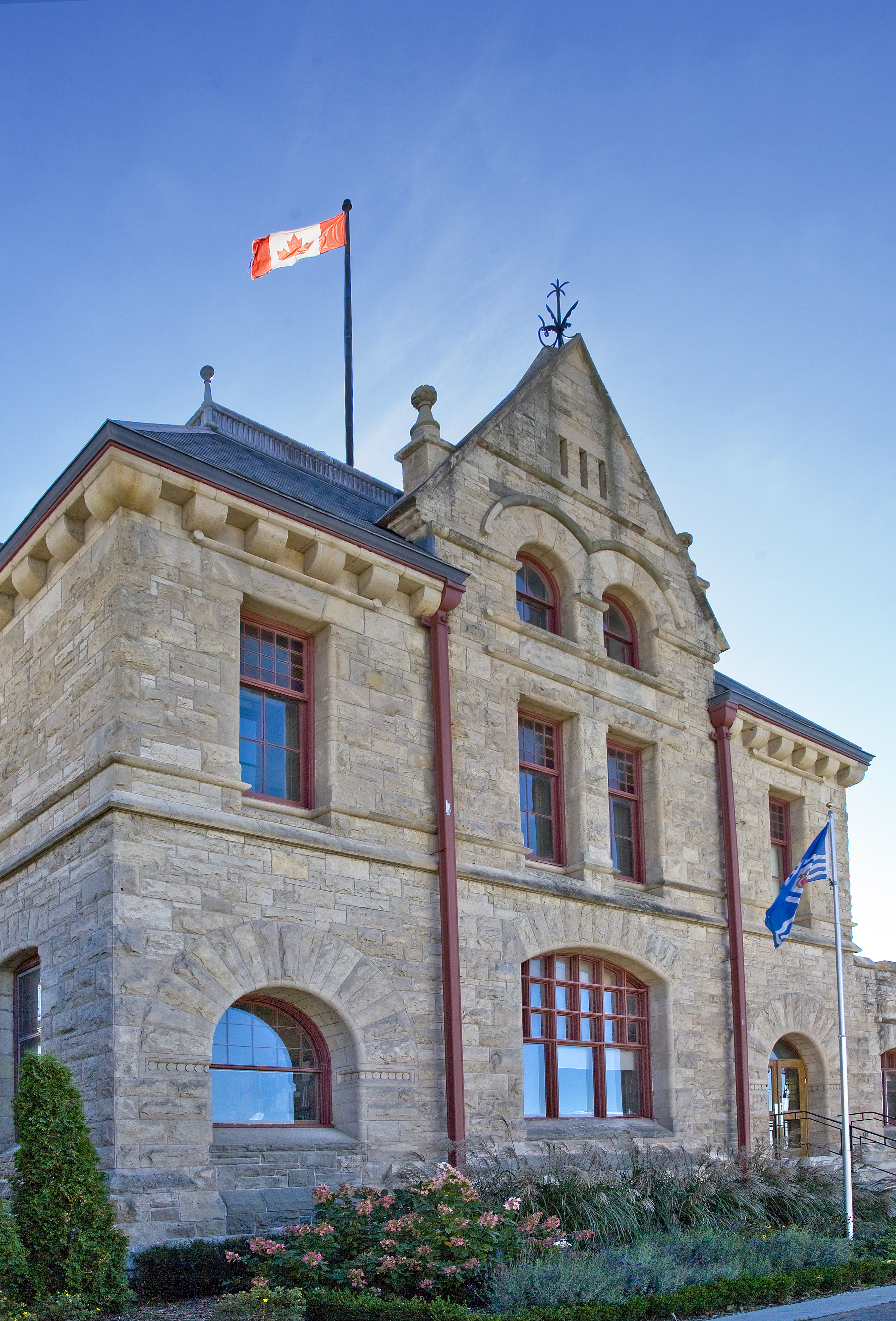
Rathaus
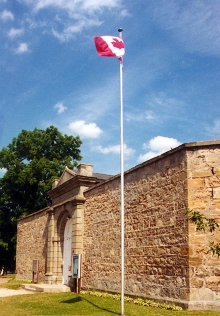
Huron County Gaol, ehemals Gefängnis
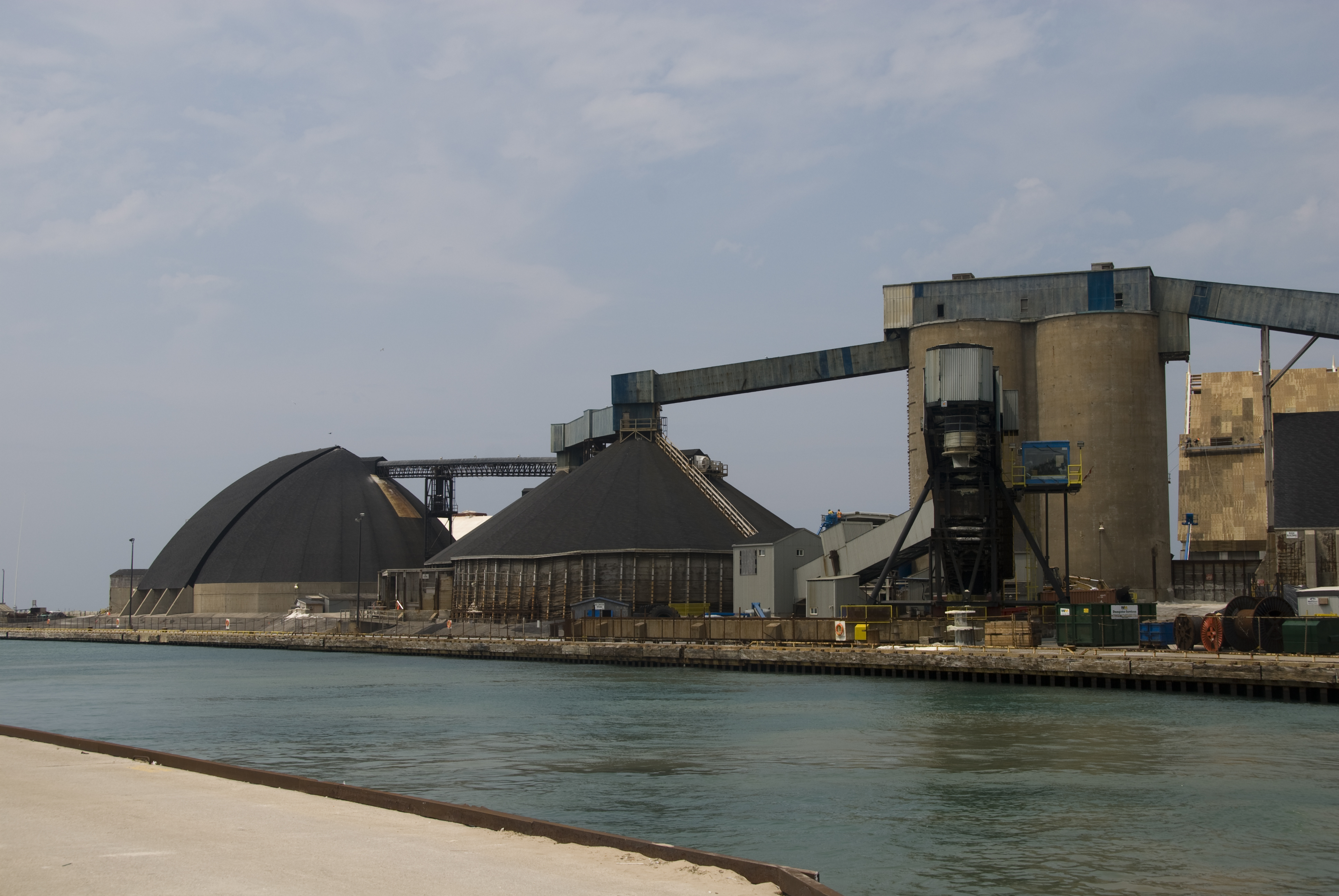
Salzhafen
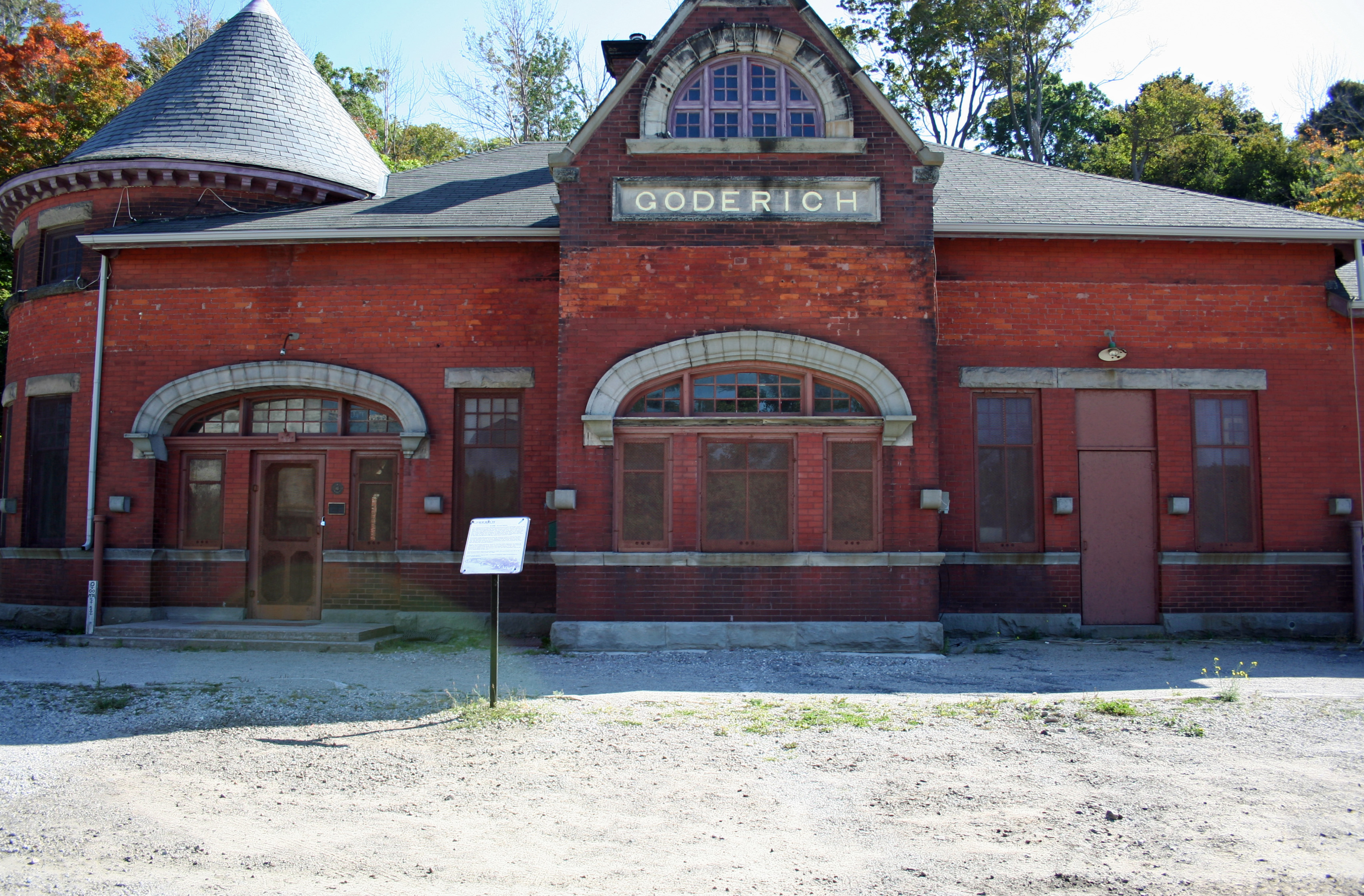
Stillgelegtes Bahnhofsgebäude
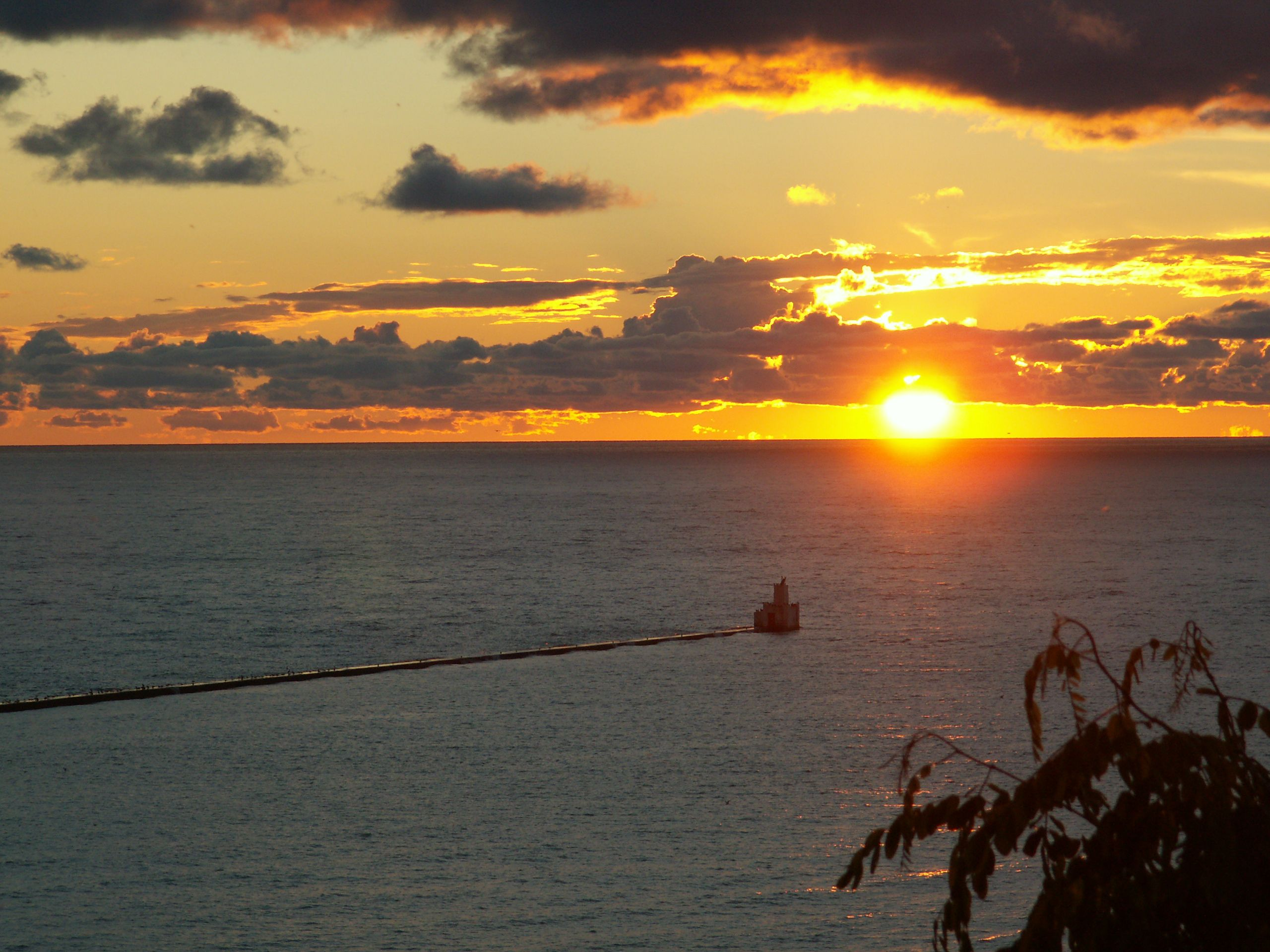
Sonnenuntergang
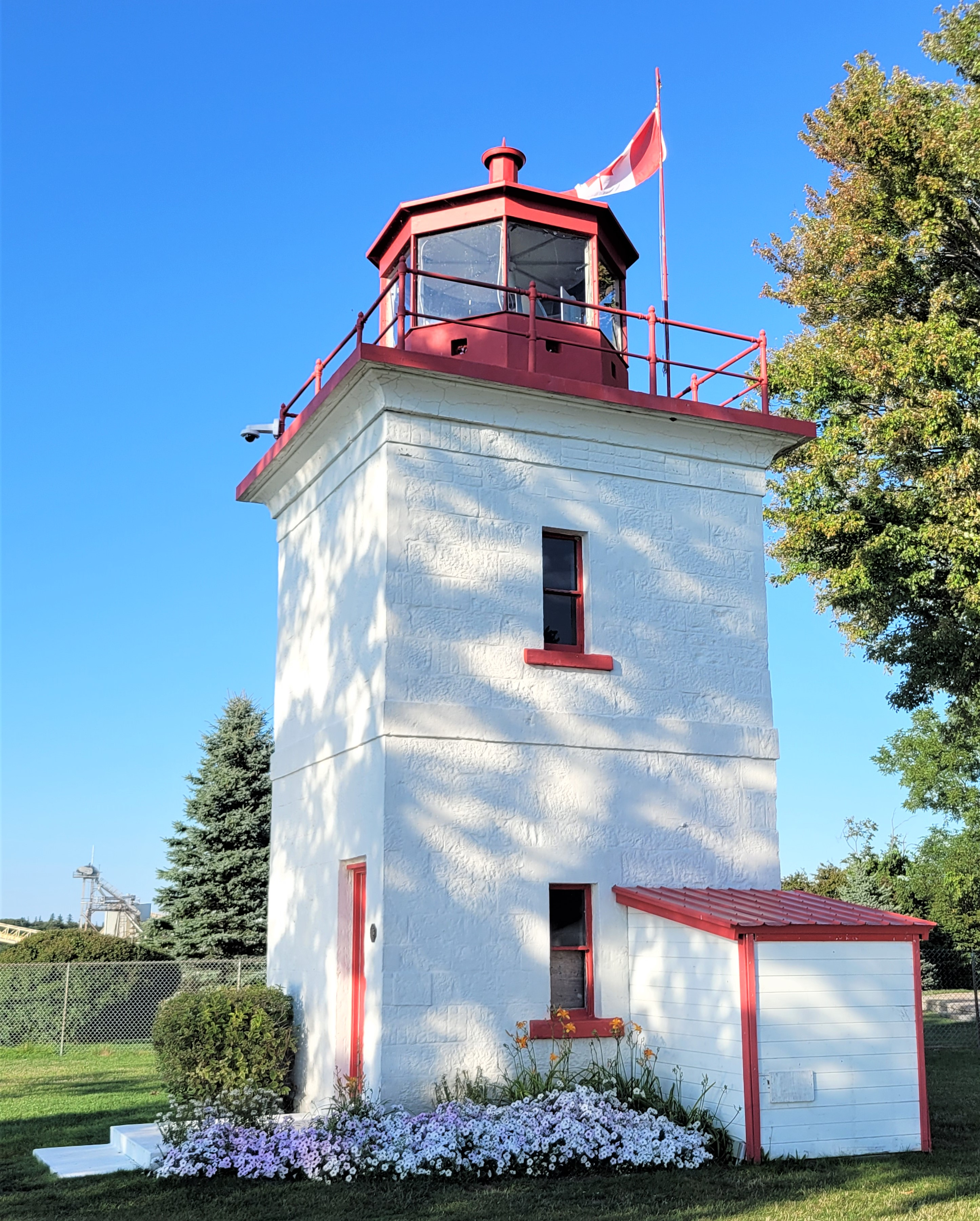
Leuchtturm

## Söhne und Töchter der Stadt
- Walter Cameron Nichol (1866–1928), Verleger, Journalist und Vizegouverneur der Provinz British Columbia
- Thomas Joseph McCarthy (1905–1986), römisch-katholischer Geistlicher, Bischof von Nelson (1955–1958) und Saint Catharines (1958–1978)
- Larry Jeffrey (1940–2022), Eishockeyspieler
- Gary Doak (1946–2017), Eishockeyspieler und -trainer
- Julie-Anne Staehli (* 1993), Mittel- und Langstreckenläuferin